# 法国反对同意年龄法案请愿
法国反对最低同意年龄法案请愿（英：French petition against age of consent laws），为1977年递交至法国议会的一份请愿书。该请愿书标题为《关于修订针对未成年人的性犯罪法的公开信》。（法：Lettre ouverte sur la révision de la loi sur les délits sexuels concernant les mineurs）信中提议将成年人与15岁（当时法国的最低合法性行为年龄）以下未成年人之间的自愿性行为合法化。共有69名知识分子、医生及心理学家签字，其中包括米歇尔·福柯、路易·阿拉贡、让-保罗·萨特、雅克·德里达、罗兰·巴特、西蒙·德·波娃、阿兰·罗伯-格里耶、让-弗朗索瓦·利奥塔等。

## 事件经过
1977年1月26日，该请愿书被发表至法国的世界报上。当天正是对三名涉嫌与13至14岁未成年男女性行为犯人审判的开庭时间。信中谴责了警方对他们判刑的行为。认为他们作为罪犯的资格与所被谴责的行为之间有不均衡，并认为若13岁的法国女性有权接受避孕药，便应当有权利和能力同意性行为。
1978年4月4日，在广播“法国文化”主催的谈话节目中，福柯、让·戴奈特（Jean Danet）、酷儿理论研究家盖伊·霍奎恩（Guy Hocquenghem）同其他人，以谈话的方式再次阐明了为何反对最低年龄法案。他们认为，当代社会正在塑造着“危险的个人”（figure of the individual dangerous to society），这一形向将会使社会从惩罚罪犯变为监禁罪犯，最终将会进入到一个“危险的社会”（society of dangers）。并同时指出，当今最低同意年龄法案类似一种契约法案，然而着本身是一种“陷阱”，因为人们在进行性行为前并不需要契约。这一对话后来被整理出版，名为《儿童性行为的危险性》（The Danger of Child Sexuality）。

## 争议
随着20世纪末及21世纪初被报道的儿童性侵案件的增加，许多学者对这一请愿的可行性提出了强烈的质疑。心理学家穆里尔·萨尔莫纳（Muriel Salmona）认为这一举动“完全缺乏社会常识”，认为儿童永远是“性侵者的第一目标，是脆弱且无助的”。诸如福柯等学者则对儿童感受提出质疑，福柯认为，“事先假设儿童完全不能解释并给予同意的资格本身也不可接受”。